# Christopher Bayemi
Christopher Bayemi est un acteur français né le 23 octobre 1987, à Yaoundé au Cameroun.

## Biographie

### Jeunesse
Christopher Bayemi est un acteur français, né le 23 octobre 1987 à Yaoundé, la capitale du Cameroun. Il se destine d'abord à une carrière de sportif en rejoignant l'équipe de France junior d'athlétisme. Mais à 19 ans, une blessure au genou l'empêche de continuer, l'obligeant à abandonner cette voie. Il devient alors éducateur sportif pendant un temps, avant de finalement basculer vers le domaine artistique. Il se lance alors dans le théâtre avec une formation dans les cours Artefact. Son diplôme en poche, il se produit sur scène et se voit même dirigé par Arthur Jugnot dans la pièce Pour 100 briques t'as plus rien maintenant. Il rejoint également le metteur en scène Alexis Michalik pour sa pièce Intra Muros.

### Carrière
A compter de mars 2020, le jeune homme participe à plusieurs épisodes de Cassandre, la série policière de France 3, avec Gwendoline Hamon en tête d'affiche. Il y joue Benjamin Batelier, l'un des stagiaires du commissariat.
Patient de Claire Keim dans la saison 2 d'Infidèle, puis médecin légiste dans HPI, l'acteur gagne la confiance de TF1 qui lui confie le rôle principal de Luther, l'adaptation de la célèbre série britannique.
Cette même année, l'acteur donne la réplique à Camille Lou dans J'ai menti, une fiction de France 3 sur une femme hantée par un serial killer.

## Filmographie

### Cinéma
Courts métrages
- 2012 : Peur d'aimer de Malik Ammich et Damien Crukovic
- 2017 : Chougmuud de Cécile Telerman : Thomas
- 2019 : Je suis à côté de Anne-Sophie Picard

Longs métrages
- 2020 : Éléonore de Amro Hamzawi : le gérant du coffee shop

### Télévision
Téléfilms
- 2019 : Moi, Grosse de Murielle Magellan : Ruben
- 2020 : Hortense de Thierry Binisti : Samuel
- 2023 : Les Mystères de la marée de Lorenzo Gabriele : Ben

Séries télévisées
- 2019 : Replay : Sganarelle (1 épisode)
- 2019 - 2021 : Cassandre : Benjamin Batelier
- 2021 : Luther : Théo Luther
- 2021 : J'ai menti : Jean Vigne
- 2023 : L'Abîme : lieutenant Cédric Martineau
- 2023 - 2025 : À l'instinct : capitaine Teva Royer
- 2021 - 2024 : HPI : docteur Bonnemain
- 2025 : Capitaine Marleau : Joseph Nyandoro (saison 4, épisode 12)